# A.O. Shirley Recreation Ground
Der A.O. Shirley Recreation Ground ist ein Sportstadion in Road Town, Britische Jungferninseln. Es bietet bis zu 2.000 Zuschauern Platz.
Derzeit wird das Stadion überwiegend für Fußballspiele genutzt. Auf der Anlage finden aber auch Cricket-Begegnungen statt. Die erste Cricket-Partie wurde im Juli 1988 zwischen einer gemeinsamen Auswahl der Jungferninseln und Nevis ausgetragen. Am 21. Juni 1991 folgte im Rahmen des Leeward Islands Tournament 1991 ein Match zwischen den Britischen Jungferninseln und Anguilla. Am 22. Februar 2002 trafen im Busta Cup die Leeward Island auf die Windward Islands; es war das bislang einzige First-Class-Match im A.O. Shirley Recreation Ground.